# Aurora de Albornoz

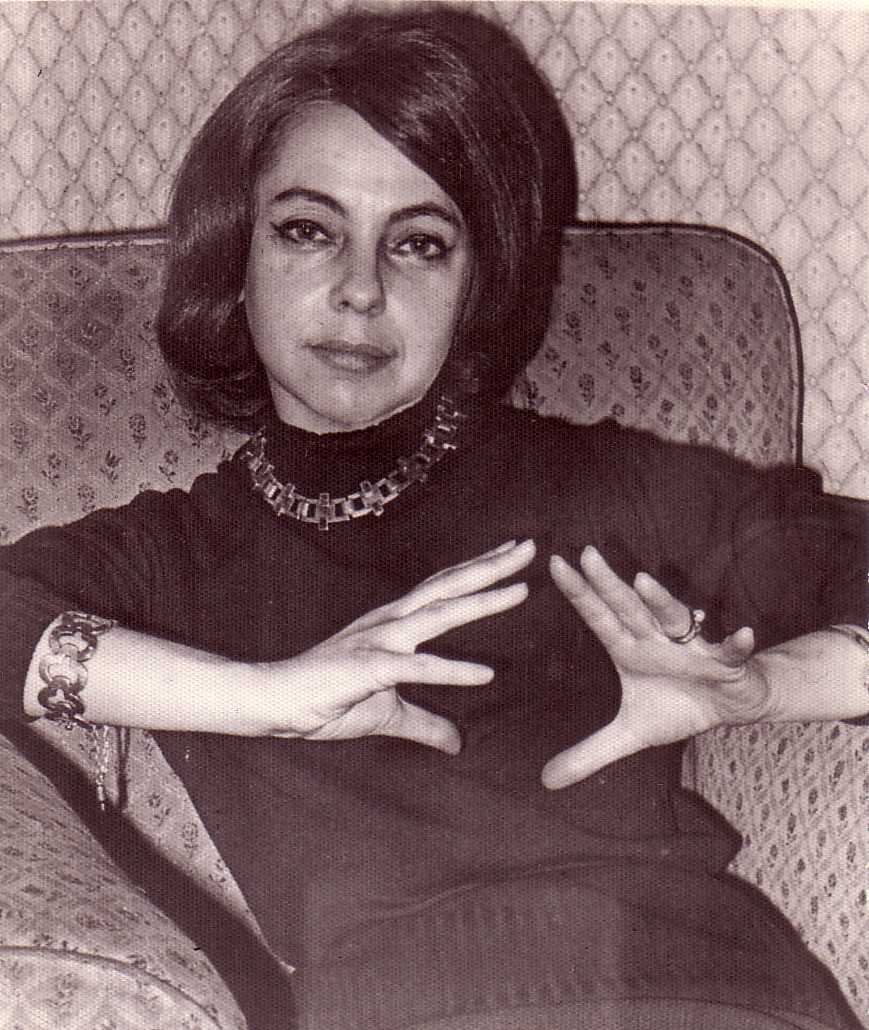
Aurora de Albornoz, Mitte der 1970er Jahre

Aurora de Albornoz Peña (* 22. Januar 1926 in Ḷḷuarca, Asturien; † 6. Juni 1990 in Madrid) war eine spanische Dichterin, Literaturkritikerin und Hochschullehrerin. In ihrer Jugend lebte sie mit ihren Eltern, Geschwistern und anderen Verwandten in ihrer Heimatstadt und erlebte dort von 1936 bis 1939 den Spanischen Bürgerkrieg mit, dessen Ereignisse ihre spätere Lyrik beeinflussten.

## Leben
Albornoz war die Tochter von Manuel de Albornoz Carreras und María Peña Fernánde und stammte aus einer Familie bedeutender Dichter und Politiker. Ihr Großvater und ihr Vater waren bekannte lokale Dichter. Der Onkel ihres Vaters, Álvaro de Albornoz, war bis zum Bürgerkrieg Justizminister in der Regierung der Zweiten Spanischen Republik. Er wurde während Francos Diktatur schließlich Präsident der republikanischen Regierung im Exil in Paris und Mexiko-Stadt. 1959 erhielt ihr Onkel Severo Ochoa, der in den Vereinigten Staaten lebte und arbeitete, zusammen mit Arthur Kornberg den Nobelpreis für Physiologie oder Medizin für die Entschlüsselung der RNA.
Seit den 1890er Jahren war die Familie in Puerto Rico geschäftlich aktiv. Im Jahr 1944, im Alter von achtzehn Jahren, wurde Albornoz mit ihrer Familie nach San Juan verbannt. Dort begann sie ein Universitätsstudium, das sie mit einem Master of Arts an der Universität von Puerto Rico abschloss. Unter anderem studierte sie dort bei dem andalusischen Nobelpreisträger Juan Ramón Jiménez.
Im August 1950 heiratete sie in Puerto Rico Jorge Enjuto Bernal. Wie Albornoz stammte auch Enjuto Bernal aus einer republikanischen Familie im Exil. Der Vater, Federico Enjuto Ferrán, war ein republikanischer Richter, der dem Gericht angehörte, das José Antonio Primo de Rivera, dem Gründer der Falange, den Prozess machte. Nach einem Aufenthalt in Puerto Rico, dann für kurze Zeit in Kansas und später in Paris, wurde die Ehe 1957 geschieden.
Zu dieser Zeit begann sie zu unterrichten. Mit der Unterstützung von Jiménez erhielt sie 1955 ein Stipendium für ein Studium der vergleichenden Literaturwissenschaft an der Sorbonne in Paris. Sie kehrte dazu nach Europa zurück, um in Paris bei José Bergamín, einem ebenfalls im Exil lebenden Dichter und Kritiker zu studieren. Anschließend kehrte sie nach Spanien zurück, um an der Universität Salamanca oder Universidad Complutense de Madrid mit einer Arbeit unter dem Titel La presencia de Miguel de Unamuno en Antonio Machado zu promovieren. Albornoz beschäftigte sich in ihrer gesamten wissenschaftlichen Arbeit fast ausschließlich mit dem Thema der Schriftsteller im spanischen Exil. Unter anderem veröffentlichte Albornoz 1961 in Puerto Rico Poesías de Guerra de Antonio Machado, eine Zusammenstellung von Antonio Machados Kriegsgedichten, ein Werk, das in Francos Spanien verboten war und nicht veröffentlicht werden durfte.
Nach ihrem Abschluss im Jahr 1966 ging sie zunächst nach Puerto Rico und wurde Professorin an der Universität von Puerto Rico.
1968 kehrte Albornoz nach Madrid zurück, wo sie an der Fakultät für Geisteswissenschaften der Universidad Autónoma de Madrid und an der Dependance der New York University in Spanien lehrte. Albornoz wurde zu einer führenden kritischen Autorität für die Werke von Miguel de Unamuno, Pablo Neruda, César Vallejo, Rosalía de Castro, Federico García Lorca und insbesondere Antonio Machado, Juan Ramón Jiménez und José Hierro del Real. Unter den zu der Zeit noch lebenden spanischen Exil-Dichtern ihrer Arbeiten sind José Bergamín in Paris, Rafael Alberti in Buenos Aires sowie León Felipe und Juan Rejano in Mexiko-Stadt zu nennen. Albornoz' wissenschaftliche Aktivitäten erstreckten sich neben Spanien über Nord- und Mittelamerika. Dazu engagierte sie sich in der literarischen Szene, in dem sie junge spanische Dichter mit anderen Dichtern und Gelehrten auf beiden Seiten des Atlantiks zusammenbrachte.
Neben zahlreichen wissenschaftlichen Arbeiten zu Büchern, Anthologien und Zeitschriften veröffentlichte Albornoz auch elf Gedichtbände. Sie war eine innovative Lyrikerin, die Prosa-Gedichte, Collagen und andere modernistische Techniken in ihr Werk einbezog. Ihr Stil stand auch im Zusammenhang mit der Bewegung in der spanischsprachigen Literatur hin zum magischen Realismus. Ihr Werk ist von besonderem Interesse, da es die Zeit des Bürgerkriegs, die Generación del 50 und die nachfolgenden Generationen umfasst, die der Erfahrung des Exils eine Stimme gaben.
Am 6. Juni 1990 starb Aurora de Albornoz im Alter von 64 Jahren in ihrer Wohnung in Madrid. Sie erlag einer Hirnblutung. Ihre sterblichen Überreste sind auf dem Friedhof Santa María Magdalena de Pazzis in San Juan auf Puerto Rico beigesetzt worden, wie es ihr Wille war.
In Malaga und Gijon sind Straßen nach ihr benannt.

## Publikationen (Auswahl)
Gedichtbände
- Brazo de niebla, Coayuco, San Juan de Puerto Rico 1955, (2. vermehrte Ausgabe: Hermanos Bedia, Santander 1957).
- Prosas de París, ohne Verlag, San Juan de Puerto Rico 1959.
- Poemas para alcanzar un segundo, Rialp, Madrid 1961.
- Por la primavera blanca. Fabulaciones, Ínsula, Madrid 1962.
- Poemas (Verse und Prosa), in: Cuadernos hispanoamericanos 189, Septiembre 1965, S. 283–290.
- En busca de esos niños en hilera, La isla de los ratones, Santander 1967.
- Palabras desatadas, Guadalhorce, Málaga 1975.
- Palabras reunidas, Ayuso, Madrid 1983.
- Aventura, in: Turia 12, 1989, S. 39–41.
- Canciones de Guiomar, Torremozas, Madrid 1990
- Al sur del sur,  Ayuntamiento de San Roque, Cádiz 1991.
- Cronilíricas, Devenir, Madrid 1991.

Literaturkritiken
- La prehistoria de Antonio Machado, Universidad, San Juan de Puerto Rico 1961.
- Poesías de guerra de Antonio Machado, Asomante, San Juan de Puerto Rico 1961.
- La presencia de Miguel de Unamuno en Antonio Machado, Gredos, Madrid 1967.
- "Poesía de la España peregrina. Crónica incompleta", in: El exilio español de 1939, Band IV, Taurus, Madrid 1977, S. 11–108
- Hacia la realidad creada, Península, Barcelona 1979.
- "Presencias de Antonio Machado en la España peregrina", in: Actas del Congreso Internacional “Antonio Machado hacia Europa”, Visor, Madrid 1993, S. 233–241
- El Juan Ramón Jiménez de Aurora de Albornoz (= Devenir: Ensayo. Band 14). J. Pastor, Madrid 2008, ISBN 978-84-96313-40-8.
- Herausgaben von Werken zum Beispiel von Juan Ramón Jiménez, Antonio Machado, José Hierro, Pablo Neruda und Rafael Alberti.